# 杨堃
杨堃（1901年10月8日—1998年7月26日），曾用名杨赤民，笔名张好礼、杨念基，男，汉族，直隶（今河北）大名人，中国民族学家、民俗学家、教授。早年曾留学法国，归国后在河北大学、中法大学、燕京大学、北京大学、云南大学等校任教，1979年进入中国社会科学院任研究员、研究生院教授、博士生导师。研究方向为民族字、民俗学、社会学、原始社会史、原始宗教、民间宗教等。

## 生平

### 早年和留法期间
1901年10月8日出生于河北省大名县一个农民家庭，是家中独子，12岁进入大名县第二高等小学，15岁进入大名中学，学习成绩优异。16岁时因家庭包办婚姻，与当地一账房先生栗景召之女栗梅结婚，后有一女，但杨堃不喜欢这个包办妻子，新文化运动的影响和五四运动新思潮的涌入让杨堃坚决放弃了这段婚姻。1920年考入保定直隶省立农业专门学校留法预备班，1921年暑期预备班结业，以名列甲等第三的成绩被保送至法国里昂中法大学。
留法期间，杨堃热衷于政治，加入了共青团并改名杨赤民。第一次国共合作时期，加入中国国民党，任国民党驻法总支部里昂支部宣传委员，到处宣传中国革命。同时，他在学业上也没有耽误，获普通数学、微积分、天文学三门课合格证书，取得了理科硕士学位，1926年转入文科。1927年蒋介石发动四一二事件后，他支持武汉国民政府反蒋，七月宁汉合流后退出国民党并解散国民党驻法总支部和里昂支部，之后亦退出共青团。期间经同乡郭隆真介绍，认识了同在法国读书的张若名，二人后于1930年5月在法国里昂结婚。
此后杨堃来到巴黎大学进修，师从著名汉学家、社会学家、神话专家葛兰言教授，攻读民族学、体质人类学、语言学和史前考古学。撰写了《在法国怎样学社会学》、《法国社会学家访问记》等文章，确定了民族学和民俗学的研究方向，于1930年底获得文科博士学位。

### 回国任教
1931年回国，先后在河北大学农学院、国立北平大学法商学院、国立北平大学女子文理学院、国立北平师范大学文学院社会学系、中法大学孔德学院社会科学系、清华大学社会学系等任教，主讲社会进化史、社会学、普通人类学和民族学。1934年，杨堃等人发起成立了中国民族学会，任民族学会《民族学报》编委。1937年，赴燕京大学社会学系任教，讲授原始社会学、当代社会学学。1941年因太平洋战争爆发，到到北平中法汉学研究所作民俗学专任研究员，1947年至云南大学任社会学系教，暑假加入了新民主主义者联盟。

### 中华人民共和国成立后
中华人民共和国成立后，杨堃继续从事民族学研究。1953年，任历史系教授和云南民族史研究室主任，参加了云南省的民族识别工作，并进行云南少数民族社会历史调查，撰写了《凉山彝族的手工业》、《云南红河哈尼族彝族自治州元阳县哈尼族的宗教生活》等报告。反右运动时期，妻子张若名自杀，儿子杨在道也被打成右派分子被劳教。文化大革命被打成“反动资产阶级学术权威””，四次被抄家，屡遭批斗、关牛棚，大部分图书资料、读书卡片和手稿都遗失，但杨堃依然坚持学术研究。1978年，在胡耀邦的过问下，任中国社会科学院研究员，1985年担任博士生导师，学生有贾芝、李星华、陈永龄、李慰祖、王辅世、严汝娴、詹承绪、杜玉亭等，1998年7月26日病逝。

## 社会兼职
兼在北京大学、北京师范大学、中央民族学院授课，并任中国民俗学会副理事长，中国民族学会、中国社会学会、中国人类学会、中国民间文艺家协会、中国少数民族经济研究会、中国神话学会顾问。

## 著作
- 《社会学文存》（1938 年）、《中国家族中的祖先崇拜》（1939年）、《中国儿童生活之民俗学的研究》（与张若名合作1939年）、《葛兰言中国学研究导论》（1939年）、《社会发展史鸟瞰》（1939年）、《民俗学与民族学》（1940年）
- 《论中国的母系社会制度》（1945年）、《我国民俗运动史略》（1948年）、《云南农衬》（1949年）、《什么是民族学》（1957年）、《试论恩格斯关于劳动创造人类的学说》（1957年）、《关于摩尔根的原始社会分期法的重新估价问题》（1964年）
- 《民族与民族学》（1983年）、《民族学概论》（1984年）、《原始社会发展史》（1986年）、《论人类起源学的几个问题》（1979年）、《试论原始社会的分期问题》（1980年）、《关于神话学与民族学的几个问题》（1982年）、《中国民俗学运动史略》（1982年）、《民俗学和民族学》（1983年）、《民俗学的历史》（1983年）、《论神话的起源与发展》（1985年）、《女娲考》（1986年）